# Mimer SQL
Mimer SQL - это система управления реляционными базами данных на основе SQL , разработанная шведской компанией Mimer Information Technology AB (Mimer AB), ранее известной как Upright Database Technology AB. Первоначально она была разработана в качестве исследовательского проекта в Уппсальском университете, Упсала, Швеция, в 1970-х годах, а затем превратилась в коммерческий продукт. 
База данных была развернута в широком спектре прикладных ситуаций, включая службу переливания крови NHS Pulse в Великобритании, производственную линию Volvo Cars в Швеции и автодилеров в Австралии. Иногда это был один из ограниченных вариантов, доступных в критически важных приложениях реального времени и ситуациях с ограниченными ресурсами, таких как мобильные устройства.   

## История
Система Mimer SQL была создана в рамках проекта, предоставленного центром обслуживания ITC, который поддерживает Университет Упсалы и некоторые другие учреждения, для использования возможностей реляционной базы данных, предложенных Codd и другими. Первоначальный выпуск около 1975 года назывался RAPID и был написан на языке ассемблера IBM. Название было изменено на Mimer в 1977 году, чтобы избежать проблемы с товарным знаком. Другие университеты интересовались проектом по ряду машинных архитектур, и Mimer был переписан на Фортране для достижения мобильности. Дальнейшие модели были разработаны для Mimer с помощью Mimer / QL, реализующей языки запросов QUEL. 
Появление SQL в 1980-х годах в качестве стандартного языка запросов привело к тому, что разработчики Mimers решили принять его, а продукт стал Mimer SQL. 
В 1984 году Mimer был переведен во вновь созданную компанию Mimer Information Systems. 

## Версии
С апреля 2018 года сервер базы данных Mimer SQL по настоящее время поддерживается на основных платформах Windows, MacOS, Linux и OpenVMS (x86-64 и Integrity).  Предыдущие версии ядра базы данных поддерживались в других операционных системах, включая Solaris, AIX, HP-UX, Tru 64 и SCO.  Версии Mimer SQL доступны для скачивания и для разработки. 
Корпоративный продукт - это сервер баз данных SQL на основе стандартов, основанный на сервере баз данных Mimer SQL Experience. Этот продукт имеет широкие возможности настройки, и компоненты могут быть добавлены, удалены или заменены в базовом продукте для получения  продукта, подходящего для встраиваемых приложений, приложений реального времени или небольших приложений. 
Сервер базы данных Mimer SQL Realtime представляет собой заменяющее ядро базы данных, специально разработанное для приложений, в которых аспекты реального времени имеют первостепенное значение. Это идет на рынок сбыта как автомобильный доступ.  Для сред с ограниченными ресурсами сервер базы данных Mimer SQL Mobile является заменой среды выполнения без компилятора SQL. Это используется для портативных, а также некоторых других пользовательских устройств и называется мобильным доступом. 
Встроенный пользовательский доступ может применяться к нескольким комбинациям аппаратного обеспечения и операционной системы. 
Эти параметры позволяют разделять  Mimer SQL на множестве дополнительных целевых платформ и операционных систем реального времени, включая Android и VxWorks. 
База данных доступна в режиме реального времени, встроенных и автомобильных версиях для специалистов, не требующих технического обслуживания ,  с целью сделать продукт пригодным для важных систем автомобилестроения, автоматизации процессов и телекоммуникаций. 

## Характеристики
Mimer SQL обеспечивает поддержку нескольких интерфейсов прикладного программирования баз данных (API): ODBC, JDBC, ADO.NET, Embedded SQL (C / C ++, Cobol и Fortran),  Module SQL (C / C ++, Cobol, Fortran и Pascal). а родной API, Mimer SQL Real-Time API и Mimer SQL Micro C API.
Mimer Provider Manager - это диспетчер поставщиков ADO.NET, который использует разные плагины для доступа к различным базовым поставщикам ADO.NET. [15] [16]  Mimer Provider Manager позволяет писать базы данных независимых приложений ADO.NET. 
Mimer SQL в основном использует оптимистический контроль параллелизма (OCC) для управления параллельными транзакциями.   Это делает блокировку баз данных свободной и обеспечивает real-time predictability. 
Mimer SQL назначен порт 1360 в реестре IANA. 

## Этимология
Название «Mimer» взято из скандинавской мифологии, где «Mimer» был великаном, охранявшим колодец мудрости, также известный как «Mímisbrunnr». Метафорически это то, что делает система баз данных - управляет данными.

## Дополнительно
- Вернер Шнайдер[швед.] - профессор, который положил начало отделу разработки  реляционной базы данных, которой впоследствии стала Mimer SQL (шведская статья)